# AirUK
Air UK was een regionale luchtvaartmaatschappij in Engeland ontstaan in 1980 na een fusie tussen meerdere Britse maatschappijen waarvan de belangrijkste British Island Airways en Air Anglia waren. Het hoofdkantoor bevond zich oorspronkelijk op Norwich International Airport maar verhuisde later naar Londen Stansted.
KLM, dat graag meer op de Britse markt wilde opereren, kocht steeds meer aandelen in AirUK.  In 1995 krijgt het een meerderheidsbelang en uiteindelijk ontstaat een 100% eigendom in 1998. De naam wordt daarna gewijzigd in KLM uk.

## Vloot
AirUK heeft tijdens haar bestaan met de volgende vliegtuigtypes gevlogen:
- ATR-72
- BAC One-Eleven
- BAe 146
- Embraer EMB 110 Bandeirante
- Fokker F-27
- Fokker F-28
- Fokker F50
- Fokker F100
- Handley Page Dart Herald
- Short 330
- Short 360